# Hidareb
Gli hidareb sono un gruppo etnico residente in Africa orientale, distribuiti fra Sudan, Eritrea ed Egitto.
Prevalentemente musulmani sunniti, utilizzano la lingua begia assieme al Tigrigna ed all'arabo.